# Semir
Semir ist als eine Variante von Samir ein arabischer, türkischer und bosnischer männlicher Vorname, der insbesondere in Bosnien und Herzegowina gebräuchlich ist.

## Namensträger

### Vorname
- Semir Devoli (* 1976), bosnisch-herzegowinischer Fußballspieler
- Semir Osmanagić (* 1960), bosnisch-herzegowinischer Autor, Hobby-Archäologe und Bauunternehmer
- Semir Štilić (* 1987), bosnisch-herzegowinischer Fußballspieler
- Semir Tuce (* 1964), bosnisch-herzegowinischer Fußballspieler
- Semir Zeki (* 1940), britischer Neurobiologe

### Kunstfigur
- Semir Gerkhan, Protagonist der Serie Alarm für Cobra 11 – Die Autobahnpolizei

### Deckname
- Semir